# 1971 في نيجيريا
فيما يلي قوائم الأحداث التي وقعت خلال عام 1971 في نيجيريا.

## سياسة

### تعيين في المنصب
- 1 يناير – شيخو شاجاري وزير المالية [الإنجليزية]‏.

## مواليد

### أبريل
- 15 أبريل – فينيدي جورج لاعب كرة قدم نيجيري.

### أكتوبر
- 26 أكتوبر – هيربي هايد ملاكم من المملكة المتحدة.

### نوفمبر
- 19 نوفمبر – فرايدي أهونانيا ملاكم نيجيري.

## وفيات

### ديسمبر
- 14 ديسمبر – ديك تايجر (مواليد 1929) ملاكم نيجيري.